# 河失镇
河失镇是中华人民共和国的一个镇，隶属江苏省泰兴市管辖。邮编225471。

## 行政区划
17个村民委员会：东失、元仙、殷石、司马、洋碾、沈丁、三军、西黄、夏港、刘官、刘桥、赵杜、李湾、西荡、印荡、刘庄、印庄
3个居民委员会：常周、河失、失迷巷